# Berlin-Wittenau

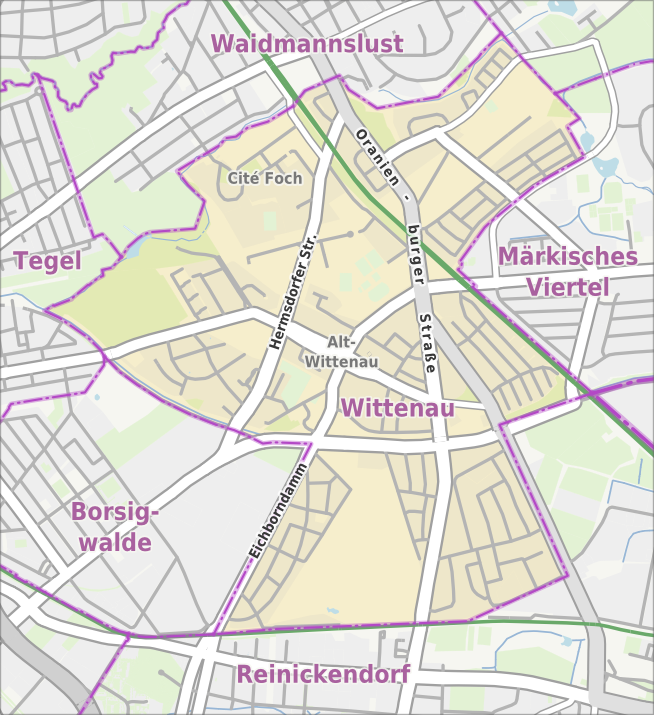
Übersichtskarte Wittenau

Wittenau (ⓘ) ist ein Ortsteil des Berliner Bezirks Reinickendorf. Er entstand aus dem märkischen Dalldorf. Im Jahr 1905 wurde das Dorf nach seinem verstorbenen Gemeindevorsteher Peter Witte benannt und 1920 nach Berlin eingemeindet.

## Lage
Im Norden von Wittenau schließt sich der Ortsteil Waidmannslust an, nach Westen der Ortsteil Tegel und im Süden die ehemalige Ortslage Borsigwalde, seit 2012 Ortsteil. Im Südwesten liegt das Gelände des Flughafens Tegel. Nach Südosten hin schließt sich der für den Bezirk namensgebende Ortsteil Reinickendorf an. Östlich liegt die Großwohnsiedlung Märkisches Viertel, die im Juni 1999 als eigener Ortsteil von Wittenau abgetrennt wurde.

## Geschichte

### Gründung und Mittelalter
Ein genaues Gründungsdatum von Dalldorf wurde urkundlich nicht überliefert. Da allerdings um 1230 der hochmittelalterliche Landesausbau des Barnims erfolgte, gingen die aktuellen Publikationen von einer Gründung um 1230 aus. Die erste urkundliche Erwähnung von Daldorff stammte erst aus dem Jahr 1322. Sie legte fest, dass Tegel zu einer Filiale der Pfarre Dalldorf wurde. Bereits vor 1322 befand sich das Dorf im Besitz des Benediktinerinnen-Klosters Spandau (und zwar bis 1558). Allerdings blieb diese Urkunde im Original nicht erhalten, so dass für die offiziellen Feierlichkeiten zum Ortsjubiläum eine bis heute erhaltene Urkunde aus dem Jahr 1351 maßgeblich wurde. In dieser Urkunde sprach Markgraf Ludwig dem Nonnenkloster in Spandau eine Rente aus den Einkünften der Bede in Dalldorf, Gatow, Kladow und Liechtenow zu. Das Landbuch Karls IV. von 1375 wies für Daldorp/Doldorff 39 Hufe aus, davon vier Pfarrhufe (Wedemhof). Es gab zwölf Kossäten und einen Krug. Im Jahr 1450 gehörten 55 Hufe Ackerland zu Dalldorf, davon zwei Pfarrhufe und ein Kirchenhufe. Es gab nur noch zwei Kossäten. Um 1488 wurde die Dorfkirche Wittenau errichtet.

### Nach der Reformation
Nach der Reformation und der damit einhergehenden Auflösung des Klosters in Spandau 1558 wurde Dalldorf vom Amt Spandau verwaltet. Die Ableistung der Frondienste zugunsten des Amtes erforderte von den Dalldorfern das Zurücklegen langer Wege (u. a. zum Schönhauser Tor), dies führte in einem ersten Schritt zu einer Reduzierung der Arbeitszeiten und im Jahre 1715 schließlich zur Umwandlung der gesamten Frondienste in ein Dienstgeld. Nach Ende des Dreißigjährigen Kriegs wohnten 1652 in Dalldorf nur noch sieben Familien, nur eine einzige davon war bereits vor Beginn des Kriegs dort ansässig. Im Zuge der Wiederbesiedlungspolitik in der Mitte des 18. Jahrhunderts gelang es allen Dalldorfer Kossäten, Ackerland zugesprochen zu bekommen. Wie auch viele andere Dörfer in der Umgebung Berlins verfügte Dalldorf nur über wenige Wiesen, auf denen Vieh gehalten werden konnte. Der daraus resultierende Mangel an Dung bremste auch die intensivere Nutzung von landwirtschaftlichen Flächen. Entsprechend begannen 1782 Bestrebungen, das Seggeluch – ein Sumpfgebiet zwischen Dalldorf, Rosenthal und Lübars – zu entwässern. Nach beendeter Melioration im Jahre 1790 konnte nun eine zusätzliche Fläche von etwa 60 Morgen zur Viehhaltung genutzt werden. Die bis heute dort erhaltene Niederung wurde im Zuge der Gründung des Märkischen Viertels geflutet und ist heute als Seggeluchbecken bekannt.

### Zeit der Industrialisierung

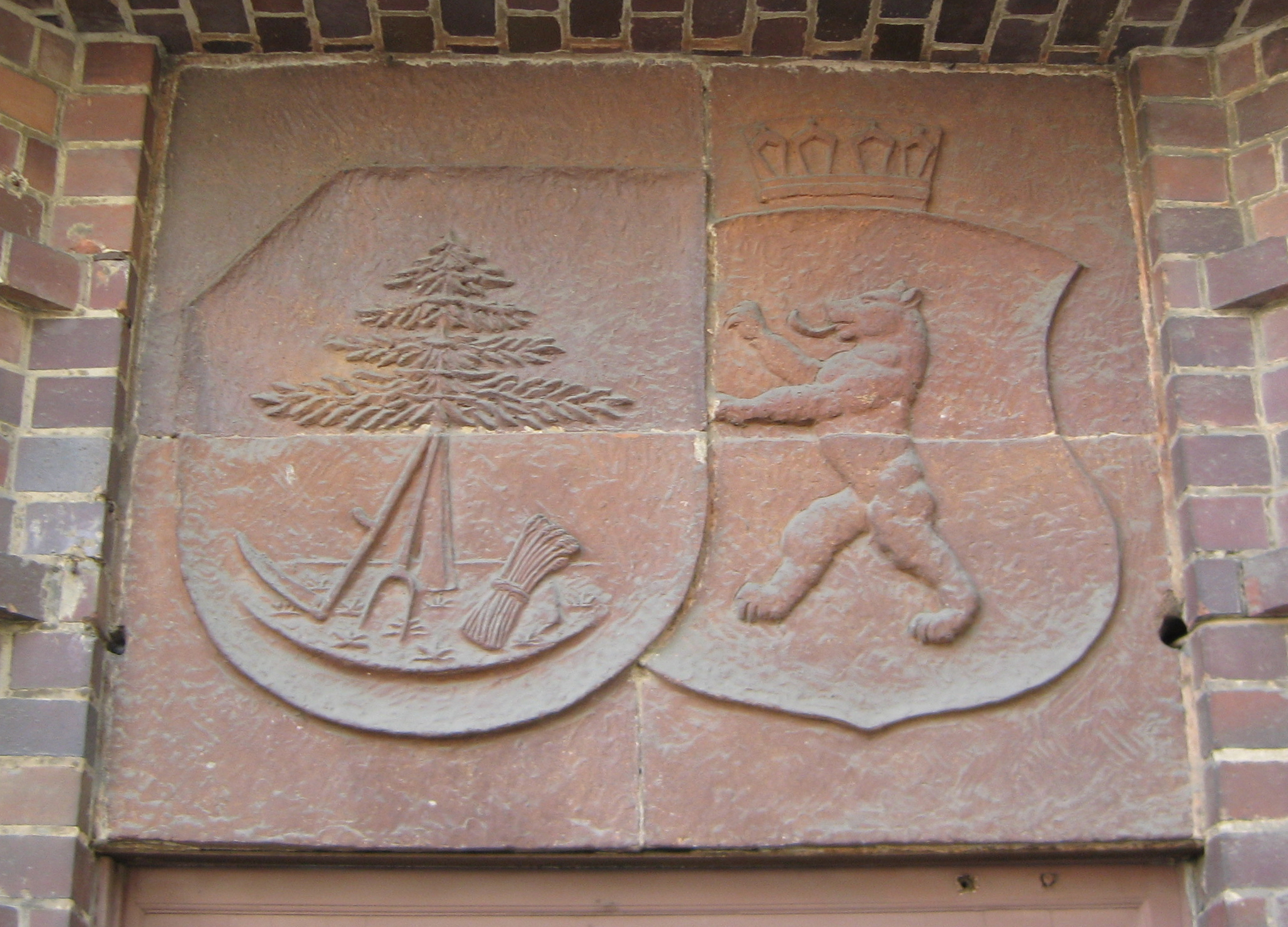
Wappen von Wittenau (links) und Berlin (rechts) über dem Hauseingang Oranienburger Straße 186, entstanden um 1927

Mit dem Wachsen der Stadt Berlin stieg auch die Einwohnerzahl Dalldorfs beständig an. Dies ist hauptsächlich darauf zurückzuführen, dass die Landwirtschaft auf intensivere Kulturen umgestellt wurde. Dies erforderte wiederum mehr Arbeitskräfte, die zunächst als Einlieger nach Dalldorf kamen. Oft erworben sich diese später das Recht, ein Haus zu bauen, so dass sie in die Klasse der Büdner aufsteigen konnten. Bedeutende politische Ereignisse wie die französische Besatzung nach 1806 und die Bauernbefreiung in Preußen bremsten zwar die Entwicklung Dalldorfs, hatten aber darüber hinaus keine entscheidenden Auswirkungen. Dies ist beispielsweise auf die schon im 18. Jahrhundert erfolgte Ablösung der Frondienste zurückzuführen. Erst 1827 wurde in Dalldorf der erste Antrag zur Separation gestellt. Zeitgleich wurde ein Teil der Jungfernheide in einen Schießplatz umgewandelt (später: Flughafen Tegel). Da dort bis zu diesem Zeitpunkt Schafe aus Dalldorf weideten, erhielten die Bauern Ausgleichszahlungen, was ihnen das Aufbringen der Ablösungssumme für alte Dienste und Abgaben zumindest erleichterte. 1869 erwarb die Stadt Berlin ein weiteres Mal Land von der Gemeinde Dalldorf, diesmal zum Bau einer städtischen Irrenanstalt. Die Anstalt wurde von 1877 bis 1879 errichtet und war fortan als Städtische Irrenanstalt zu Dalldorf bekannt, von 1957 bis 2006 wurde die Klinik Karl-Bonhoeffer-Nervenklinik genannt. Aufgrund der expliziten Erwähnung des Ortsnamens wurde Dalldorf in den Folgejahren im Volksmund zum Synonym für Irrenanstalt.
Mit der Fertigstellung der Berliner Nordbahn 1877 und der Kremmener Bahn 1893 kamen Dalldorf und die umliegenden Dörfer für eine Randwanderung der Berliner Industrie in Frage. Den größten Einfluss für die Entwicklung Dalldorfs hatte der Umzug der Firma Borsig nach Tegel. Für die rund 4800 Arbeiter und 500 Angestellten stand kein ausreichender Wohnraum in der Nähe des neuen Werks zur Verfügung; daher sollte eine Werkssiedlung gebaut werden. Eine eigens dafür gegründete Terraingesellschaft kaufte 200 Morgen Land von der Gemeinde Dalldorf und legte auf der ehemaligen Weidefläche ein Straßennetz an. Rund ein Jahr nach Beginn der Produktion in den neuen Tegeler Borsigwerken konnten die ersten Wohnungen der Werkssiedlung zum 1. Oktober 1899 bezogen werden. Den Bewohnern dieser neuen Siedlung war die Assoziation von Dalldorf mit der Irrenanstalt bekannt, so dass man sich frühzeitig um einen eigenständigen Namen bemühte. Die Brüder Conrad und Ernst Borsig waren mit der Verwendung ihres Familiennamens einverstanden; somit konnte der Name Borsigwalde offiziell verwendet werden. Dennoch gehörte die Siedlung verwaltungstechnisch weiterhin zu Dalldorf.

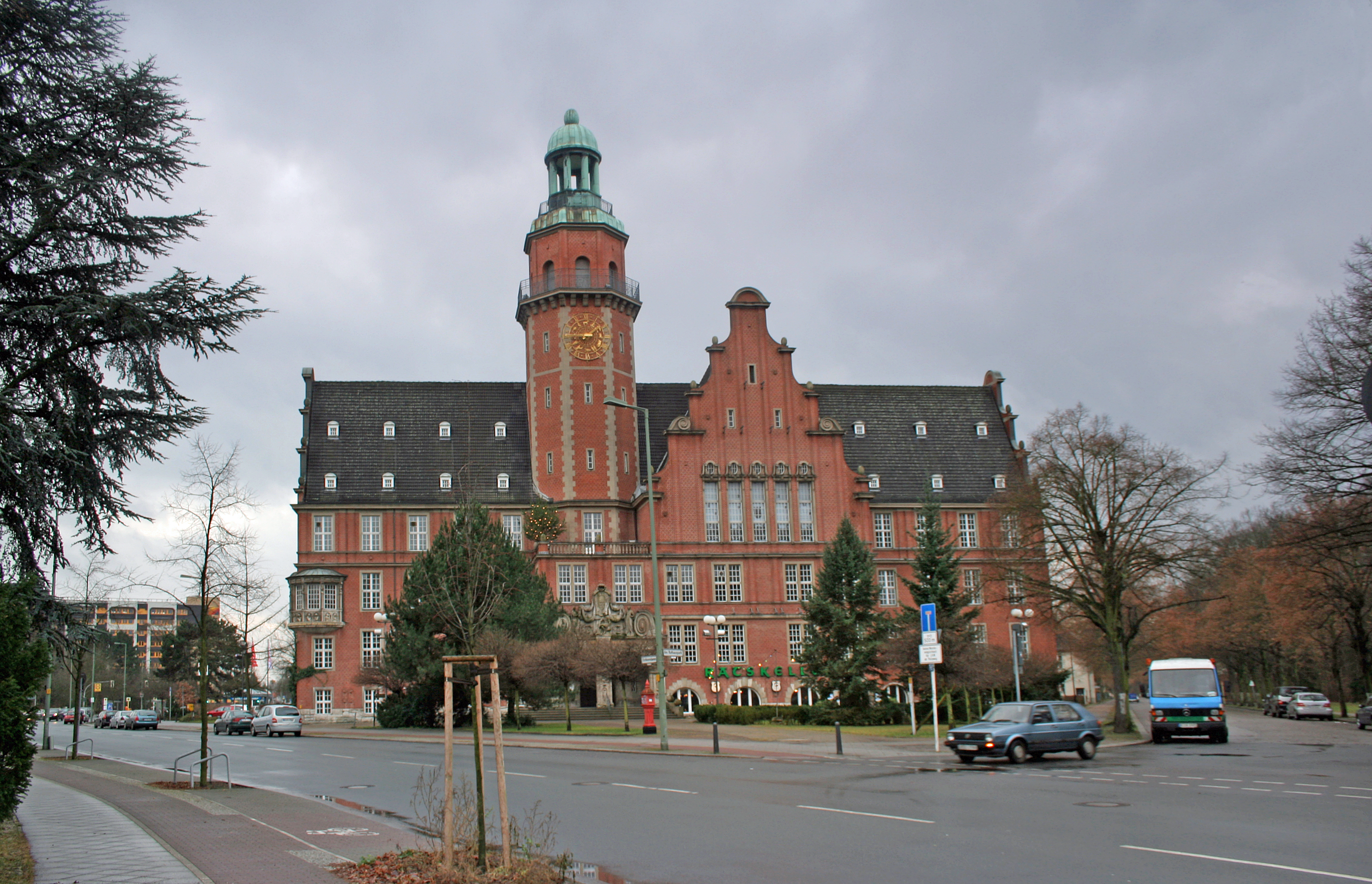
Rathaus Reinickendorf

Aber nicht nur die zugezogenen Borsigwalder bemühten sich, keine Verbindung zur Irrenanstalt aufkommen zu lassen. Auch die Dalldorfer selbst wussten um die negative Assoziation, die ihrem Dorfnamen anhing. Daher wurde bereits am 24. Januar 1903 ein Gesuch an den zuständigen Landrat des Kreises Niederbarnim gestellt, die Gemeinde umzubenennen. Pate für den neuen Namen standen der 1902 verstorbene langjährige Amtsvorsteher Dalldorfs, Peter Witte, in Kombination mit der Lage der Gemeinde auf dem flachen Land (eine Au). Der neue Name Wittenau erfuhr aufgrund der Beliebtheit Wittes großen Zuspruch. Der Kaiser höchstpersönlich genehmigte – nach fast zweijähriger Bearbeitungszeit – am 23. August 1905 per Kabinettsorder die Umbenennung. Der Name Dalldorf solle danach nur noch zur Bezeichnung der dortigen Städtischen Irrenanstalt verwendet werden. Da die psychiatrische Klinik doch den neuen Ortsnamen annahm, wurde statt Dalldorf nun Wittenau als Synonym für ‚Irrenanstalt‘ verwendet.
Unabhängig von der Frage des Namens der Gemeinde folgten um die Wende zum 20. Jahrhundert und in den 1910er Jahren zahlreiche weitere Firmen dem Beispiel der Firma Borsig und siedelten sich entlang der Nordbahn und Kremmener Bahn an: nördlich des Bahnhofs Wittenau der Nordbahn sind heute noch Bauten der Fahrzeugfabrik F. G. Dittmann erhalten, im Südwesten des Ortsteils befindet sich ein weitläufiges Industriegebiet. Dies führte, zusammen mit einem Anstieg des Wohlstands der Bürger, zu höheren Steuereinnahmen, so dass die Gemeinde Wittenau um 1906 mit der Planung eines repräsentativen Rathausbaus begann. Der Grundstein wurde am 3. März 1910 gelegt und am 13. Mai 1911 wurde das Rathaus Wittenau feierlich eingeweiht.

### Zeit der Weltkriege

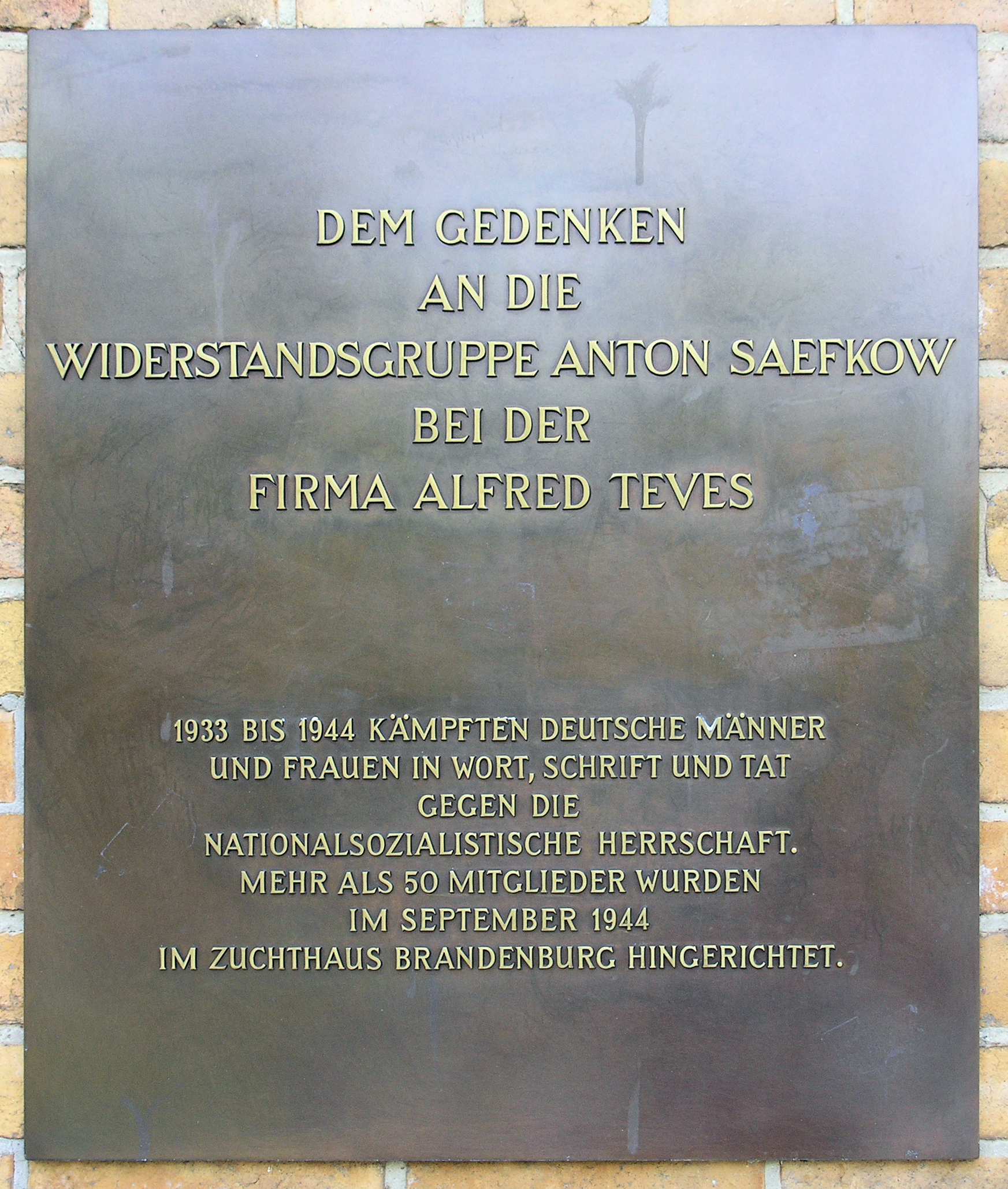
Gedenktafel am ehemaligen Gebäude der Firma Alfred Teves

Die Randwanderung der Berliner Industrie überlagerte sich in Wittenau mit dem Beginn des Ersten Weltkriegs. So war zum Beispiel bereits 1913 die Deutsche Waffen- und Munitionsfabrik an die Kremmener Bahn gezogen. Die Ansiedlung vieler Maschinenfabriken in und um Wittenau führte dazu, dass die Gemeinde stark von der Arbeiterbevölkerung geprägt war. So ist es nicht verwunderlich, dass die Fabriken in Wittenau und den umliegenden Gemeinden immer wieder Ausgangspunkt von Demonstrationen und Streiks der organisierten Arbeiterschaft waren. Der große Antikriegsstreik vom 28. Januar 1918 führte letztendlich sogar dazu, dass über die Rüstungsbetriebe im Norden Berlins das Kriegsrecht verhängt wurde und Militärposten in den Straßen patrouillierten. Dennoch konnten organisierte Gruppen weiterhin Waffen und Munition entwenden und verstecken. Diese wurden dann am 9. November 1918 an die demonstrierende Bevölkerung verteilt, die unter anderem das Rathaus Wittenau stürmte. In den folgenden Tagen übernahm ein Arbeiter- und Soldatenrat die Verwaltung der Gemeinde. Die Prägung Wittenaus durch die Arbeiterschaft wurde nicht nur in den Wahlen zur Nationalversammlung deutlich, bei der die SPD und die USPD die meisten Stimmen in der Gemeinde erhielten, ebenso folgten alle Wittenauer Betriebe dem Aufruf zum Generalstreik als Reaktion auf den Kapp-Lüttwitz-Putsch. Nach Kriegsende führte die Umstellung auf Friedensproduktion in Wittenau zur Entlassung von großen Teilen der Belegschaft, da die hier ansässige Industrie vornehmlich Rüstungsgüter herstellte. Dieses Problem wurde durch die Eingemeindung Wittenaus als Ortsteils des Bezirks Reinickendorf nach Groß-Berlin 1920 vorerst nicht gelöst. Erst Mitte der 1920er Jahre besserte sich die wirtschaftliche Situation der Bevölkerung in Wittenau. Dies äußerte sich vor allem in den umfangreichen Bautätigkeiten im Ortsteil; so wurden in dieser Zeit nicht nur die Wohnanlage Siedlung Wittenau südöstlich des Rathauses und die Siedlung Grünland an der Straße nach Alt-Tegel angelegt, auch der Volkspark Wittenau und der Steinbergpark datieren aus dieser Zeit.
Nach der „Machtergreifung“ der Nationalsozialisten konnte sich die NSDAP mit Hilfe von SA-Abteilungen auch bei den Wahlen auf bezirklicher Ebene durchsetzen, so dass in der Reinickendorfer Verwaltung im April 1933 begonnen wurde, aus politischen und rassistischen Gründen Personen aus dem Bezirksamt zu entlassen und zu vertreiben. Der moderne Großsiedlungsbau wurde gestoppt, dafür wurde im Zuge der Kriegsvorbereitungen verstärkt in die Produktion von Kriegsgütern investiert. Dies kam wiederum den Firmen in Wittenau zugute. Die Deutschen Waffen- und Munitionswerke nahmen ihre Produktion wieder auf, die noch leer stehenden Hallen auf dem Firmengelände wurden von den Mauser-Waffenwerken genutzt. Im Nordosten Wittenaus profitierten die Firmen Max Hensel Maschinenfabrik und Eisenbau sowie Alfred Teves Maschinen- und Armaturenfabrik, beide an der Industriebahn Tegel–Friedrichsfelde gelegen. Trotz der verbesserten wirtschaftlichen Lage für einen Großteil der Arbeiterschaft formierte sich auch in Wittenau Widerstand gegen den Nationalsozialismus. Zuverlässig dokumentiert sind diverse Widerstandsgruppen in den Rüstungsbetrieben, so war die Saefkow-Jacob-Bästlein-Organisation sowohl in der Wittenauer Firma Alfred Teves als auch in den Rüstungsbetrieben der umliegenden Ortsteile aktiv.
Die Bombenangriffe im Zweiten Weltkrieg beschädigten im gesamten Bezirk Reinickendorf überwiegend Industriegebäude, der Verlust von Wohnraum und Menschenleben lag deutlich unter dem Berliner Durchschnitt. Am 25. April 1945 nahm die Rote Armee Wittenau schließlich ein.

### Nachkriegszeit
Nach der Einnahme des Ortsteils durch die Rote Armee konnte relativ zügig wieder eine provisorische Ortsverwaltung gebildet werden. Dies lag daran, dass sich kleine Gruppen von Antifaschisten fanden, die bereit waren, in Abstimmung mit den Besatzern die Verwaltung zu übernehmen. In Wittenau wurde Anton Jadasch zum Ortsbürgermeister ernannt. Unverzüglich nach Ende der Kampfhandlungen in Berlin begann zunächst die sowjetische Besatzungsmacht mit der Demontage unbeschädigter Industrieanlagen und deren Einrichtungen. Die vorübergehende britische Besatzungsmacht führte dies nicht fort. Mit dem Einzug der französischen Alliierten als endgültige Besatzungsmacht begannen die Demontagen allerdings erneut. Diese setzen sich bis zur Unterzeichnung des Petersberger Abkommens am 22. November 1949 fort. Dennoch gelang es einigen Betrieben, bereits zum November 1945 wieder verschiedene Erzeugnisse zu produzieren, die ehemaligen Rüstungsbetriebe in Wittenau produzierten vor allem Haushaltswaren und zum Wiederaufbau benötigte Produkte (die Mauserwerke zum Beispiel Kartoffelhacken und Brotformen, die vormalige Deutsche Waffen- und Munitionsfabriken stellten jetzt Öfen und Baubeschläge her). Die gerade wieder in Schwung gekommene Industrie in Wittenau wurde durch die Berlin-Blockade in den Jahren 1948/1949 allerdings jäh ausgebremst. Zahlreiche Betriebe stellten die Produktion vorübergehend ein, vor allem Handwerksbetriebe nahmen die Arbeit erst mehrere Monate nach Ende der Blockade wieder auf. 
 Infolge der Berlin-Blockade kam es zur Auflösung eines im Dezember 1945 am Eichborndamm für jüdische „Displaced Persons“ eingerichteten DP-Lagers. Die Bewohner wurden, gemeinsam mit jenen der beiden anderen Berliner jüdischen DP-Lager, dem Mariendorf-Bialik-Center in Mariendorf und dem Düppel Center in Düppel, nach Westdeutschland evakuiert.
Der politische Wiederaufbau kam schneller voran: bereits im September 1950 wurde der Grundstein für den Anbau am Rathaus Reinickendorf gelegt. Erst für den Zeitraum nach 1953 ist ein merkliches Wachstum der Industrieproduktion nachweisbar. Zahlreiche Unternehmen konnten zu diesem Zeitpunkt ihre Produktion ausweiten (beispielsweise Waggon Union, ZF Friedrichshafen), andere zogen gerade in dieser Zeit in den Ortsteil (z. B. Collonil). Nicht nur Industriebetriebe siedelten sich in Wittenau an, auch die größte der Wohnanlagen für die Angehörigen der französischen Streitkräfte – die Cité Foch – entstand hier seit 1953. Einigen Wohnblocks entlang der Cyclopstraße folgten später zahlreiche Wohn-, Verwaltungs- und Versorgungsgebäude nordöstlich des heute abgerissenen Güterbahnhofs Wittenau an der Grenze zu Waidmannslust. Die Lage an der Ortsteilgrenze und die Tatsache, dass die französischen Repräsentanten in Waidmannslust residierten (siehe: Ehemalige Residenz des Hohen Kommissars der Französischen Republik für Deutschland), führen auch heute noch dazu, dass die Cité Foch fälschlicherweise zu Waidmannslust gezählt wird. Selbst die Bundesanstalt für Immobilienaufgaben, die das Gebiet heute verwaltet, macht diesen Fehler.
Während der 1950er Jahre stieg die Einwohnerzahl des Bezirks Reinickendorf insgesamt an und bescherte den Ortsteilen einen großflächigen Neubau von Wohnbauten. 1957 übertraf die Anzahl der Neubauten sogar den Berliner Durchschnitt. Im Zuge dieser Entwicklung begannen in Wittenau 1963 die Bauarbeiten für eine Großsiedlung östlich des Wittenauer Abschnitts der Nordbahn. Bis 1974 entstand hier das Märkische Viertel, das seit Juni 1999 ein eigener Ortsteil ist.
Der Mauerbau 1961 hatte auch für die Wittenauer Wirtschaft weitreichende Konsequenzen. Ebenso wie im gesamten Bezirk Reinickendorf sank die Anzahl der Kleinbetriebe, es wurde vermehrt in Betrieben mit mehr als zehn Beschäftigten gearbeitet. Weiterhin wurde die öffentliche Verwaltung mit dem Neubau des Finanzamtes Reinickendorf 1976 noch einmal zentralisiert. Diese Konstellation erforderte – ebenso wie das geringe kulturelle Angebot – eine leistungsfähige Infrastruktur. Bereits 1958 war die damalige U-Bahn-Linie C (heute: Linie U6) nach Tegel verlängert worden, wodurch zumindest Borsigwalde von der U-Bahn tangiert wurde. Durch den S-Bahn-Boykott in West-Berlin waren die Wittenauer verstärkt auf die Berliner U-Bahn, Busse und den Individualverkehr angewiesen. Die komplette Einstellung des Zugbetriebs auf der Kremmener Bahn und der Nordbahn im Januar 1984 verschärften diese Situation noch zusätzlich. Der östliche Teil Wittenaus verfügte bereits mit der Bundesstraße 96 über eine gut ausgebaute Nord-Süd-Anbindung für den Individualverkehr. Zusätzlich wurde in den 1970er Jahren mit dem Bau der A 111 – einem Zubringer für die Berliner Stadtautobahn und den Berliner Ring – begonnen, die komplette Fertigstellung dauerte bis 1987. Mit der Anschlussstelle Holzhauser Straße erhielt der Westen Wittenaus eine direkte Anbindung an die westliche Innenstadt. In den 1970er und 1980er Jahren wurde nicht nur in die Verkehrsinfrastruktur Wittenaus investiert, sondern auch in öffentliche Bauten: 1971 wurde der Bau der Ringelnatz-Grundschule in der Wilhelm-Gericke-Straße fertiggestellt, nur ein Jahr später folgte die Peter-Witte-Grundschule in der Rathauspromenade. Nach der Fertigstellung des Finanzamts Reinickendorf 1976 am Eichborndamm folgte 1978 die Schule Am Park östlich des Volksparks Wittenau. Schließlich wurde 1983 in der Cyclopstraße der Neubau für zwei Oberstufenzentren eröffnet, die heute unter den Namen Emil-Fischer-Schule sowie Ernst-Litfaß-Schule geführt werden. 1985 wurde der Neubau des Humboldt-Krankenhauses auf einem Gelände am Nordgraben eröffnet.

### Nach der Wiedervereinigung
Mit dem Fall der Berliner Mauer und der sich anschließenden  deutschen Wiedervereinigung war nördlich von Berlin günstiges Bauland verfügbar. Dies und eine koordinierte Wirtschaftsförderung im neugebildeten Landkreis Oberhavel führten in den Folgejahren vermehrt zur Abwanderung von jungen Familien und Industrieunternehmen ins nördliche Berliner Umland. Im September 1994 erfolgte die Anbindung Wittenaus an die Linie U8 der Berliner U-Bahn, nachdem bereits 1992 die Nordbahn wieder nach Oranienburg fuhr.
Erst 1995 begann der Betrieb auf der Kremmener Bahn von neuem, womit Wittenau seit diesem Zeitpunkt wieder vollständig an die beiden historischen Nord-Süd-Trassen angebunden ist. Die teilweise Abwanderung der Wittenauer Industrie sorgte für einen Strukturwandel im Ortsteil hin zu einer Mischung aus Gewerbe und Wohnungen. 1994 wurde in direkter Nähe zum Triftpark mit dem Bau einer Wohnsiedlung begonnen, die heute aufgrund ihrer Fassadenfarbe als Blaue Siedlung bekannt ist – analog zur Gelben Siedlung auf der anderen Seite des Triftparks, deren Reihenhäuser bereits 1988 fertiggestellt wurden. In den 1990er Jahren entstanden außerdem zwei Reihenhaussiedlungen, diese beiden Neubaumaßnahmen wurden allerdings von diversen Ungereimtheiten und entsprechenden Protesten begleitet. Ursprünglich sollte auf dem parkähnlichen Gelände ‚Am Spießweg‘ ein Ersatz für das dort vorher abgerissene Seniorenheim entstehen, diese Planung wurde aber nie realisiert, stattdessen befindet sich dort seit 1999 eine Reihenhaussiedlung. Zu Ende gebracht wurden hingegen die Planungen für das Gebiet der ehemaligen Kleingartenkolonie ‚Neue Heimat‘, nach diversen Zwangsräumungen seit März 1996 konnte letztendlich im Dezember 1996 der Grundstein für eine Reihenhaussiedlung und zweigeschossige Zeilenbauten gelegt werden. Ohne Proteste verlief hingegen der Abzug der Franzosen aus der Cité Foch, die anschließend saniert wurden. Die Wohnungen dort wurden im Zuge des Umzugs der Bundesregierung nach Berlin von der Bundesanstalt für Immobilienaufgaben verwaltet und vermarktet; sie sollten hauptsächlich  Bundesbeamten mit ihren Familien zur Verfügung gestellt werden. 1994 wurde hier in den ehemaligen Räumen der französischen Grundschule École Victor Hugo das Romain-Rolland-Gymnasium gegründet, ein Gymnasium mit französischem Schwerpunkt. Ende der 1990er Jahre erfuhr die Cité Foch eine kurzfristige Belebung, speziell durch die Eröffnung eines famila-Warenhauses im alten Einkaufszentrum. Im Juli 2001 wurde famila in Berlin von Kaufland übernommen, im Februar 2006 wurde dann die Filiale in der Cité Foch geschlossen, die nahe Kaufland-Filiale am Eichhorster Weg existiert noch. Wie bereits seinerzeit befürchtet wurde, verödete die Siedlung weiter, im Jahr 2011 schloss auch das letzte Lebensmittelgeschäft.
Als erfolgreich hingegen kann der Wandel auf dem ehemaligen Gelände der Waggon Union bezeichnet werden. Ab 1997 wurde dieses Gelände zum Gewerbegebiet umgewandelt, die Vermarktung der Flächen erfolgte zunächst unter dem Namen Factory Village, heute als Holzhauser Markt. Die offiziellen Feierlichkeiten zum 650-jährigen Bestehen Wittenaus fanden im Jahr 2001 statt.
Ein Beschluss der Reinickendorfer Bezirksverordnetenversammlung (BVV) vom 14. März 2012 führte dazu, dass das Bezirksamt am 24. April 2012 die ehemalige Ortslage Borsigwalde zum 11. Ortsteil des Bezirks erklärte. Seit diesem Zeitpunkt gehört Borsigwalde nicht mehr zu Wittenau.

## Bevölkerung
| Jahr | Einwohner |
| ---- | --------- |
| 1858 | 00.497    |
| 1871 | 00.647    |
| 1880 | 02.127    |
| 1890 | 03.198    |
| 1900 | 05.433    |
| 1910 | 08.618    |
| 1919 | 10.206    |

| Jahr | Einwohner |
| ---- | --------- |
| 1930 | 24.893    |
| 1938 | 30.392    |
| 1946 | 36.303    |
| 1950 | 37.752    |
| 1960 | 37.759    |
| 1970 | 60.318    |
| 1987 | 65.444    |
| 1990 | 68.777    |

| Jahr | Einwohner |
| ---- | --------- |
| 2007 | 28.281    |
| 2010 | 28.733    |
| 2015 | 24.463    |
| 2020 | 24.726    |
| 2021 | 25.051    |
| 2022 | 25.346    |
| 2023 | 25.106    |
| 2024 | 25.239    |

1999 bzw. 2012 wurden die neuen Ortsteile Märkisches Viertel und Borsigwalde aus dem Ortsteil Wittenau ausgegliedert.

## Sehenswürdigkeiten
- Dorfkirche Wittenau, mittelalterliche Feldsteinkirche vom Ende des 15. Jahrhunderts
- Rathaus Reinickendorf, neobarocker Verwaltungsbau von 1911, Hauptstandort des Bezirksamts und Sitz der Reinickendorfer Bezirksverordnetenversammlung (BVV)
- St.-Nikolaus-Kirche, 1960/1961 errichtet
- Cité Foch, ehemalige Wohnanlage der französischen Streitkräfte in Berlin und ihrer Angehörigen
- Karl-Bonhoeffer-Nervenklinik, psychiatrische Klinik (unter Denkmalschutz)[59] mit Krankenhaus des Maßregelvollzugs Berlin
- Städtische Nervenklinik für Kinder und Jugendliche Wiesengrund, Gedenkstätte der nationalsozialistischen Kinder-Euthanasie

## Infrastruktur

### Verkehr
Öffentlicher Personennahverkehr

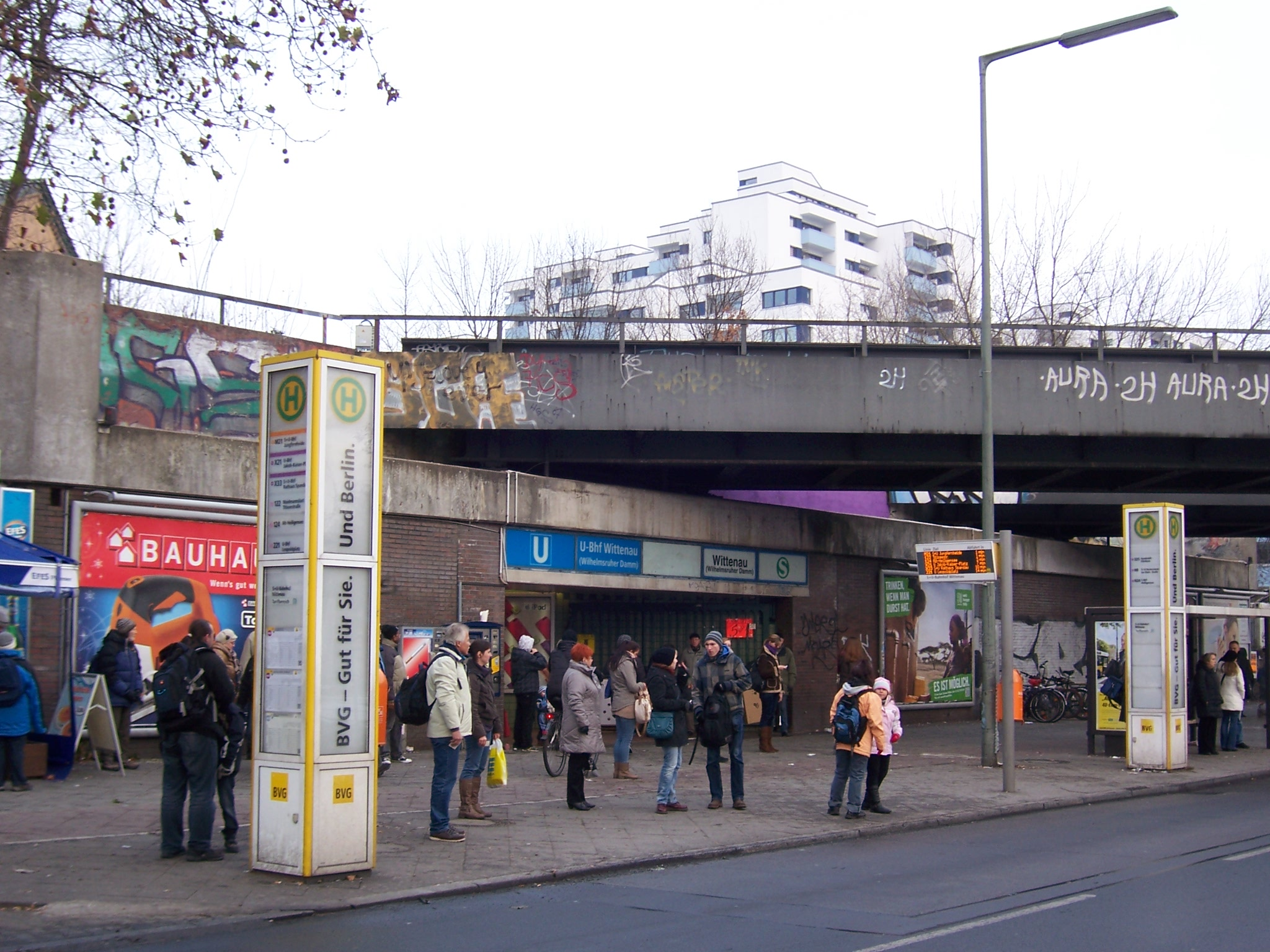
Zugang zum S- und U-Bahnhof Wittenau am Wilhelmsruher Damm

Wittenau ist durch die Linie U8 an das Berliner U-Bahn-Netz mit den Bahnhöfen Wittenau, Rathaus Reinickendorf und Karl-Bonhoeffer-Nervenklinik angeschlossen. Der S-Bahnhof Karl-Bonhoeffer-Nervenklinik an der Bahnstrecke Berlin-Schönholz–Kremmen, bedient durch die S25, liegt kurz hinter der Grenze zum Nachbarortsteil Reinickendorf. Am S-Bahnhof Wittenau an der Berliner Nordbahn (dem gleichnamigen U-Bahnhof benachbart) verkehren die Linien S1 und S85.
Der Güterbahnhof Berlin-Wittenau lag an der Industriebahn Tegel–Friedrichsfelde, welche seit den 1990er-Jahren stillgelegt ist.
Der Ortsteil wird durch mehrere Buslinien erschlossen.
Individualverkehr
Hauptverkehrsstraßen Wittenaus sind die Oranienburger Straße und die davon abzweigenden Eichborndamm und Roedernallee in Nord-Süd-Richtung sowie Am Nordgraben in West-Ost-Richtung.

### Bildung
- Peter-Witte-Grundschule, Rathauspromenade 75
- Ringelnatz-Grundschule, Wilhelm-Gericke-Straße 7–13
- Jean-Krämer-Schule (Integrierte Sekundarschule), Alt-Wittenau 8–12
- Romain-Rolland-Gymnasium, Place Molière 4
- Emil-Fischer-Schule (Oberstufenzentrum Ernährung und Lebensmitteltechnik), Cyclopstraße 1–5
- Ernst-Litfaß-Schule (Oberstufenzentrum Mediengestaltung und Medientechnologie), Cyclopstraße 1–5

### Sport
Die Sportvereine in Wittenau haben zwar nur regionale Bedeutung, sind aber mit ihrer Jugendarbeit ein wichtiger Anlaufpunkt für den sportlichen Nachwuchs. Der TSV Wittenau 1896 ist der älteste Sportverein im Ortsteil und bietet verschiedene Sportarten an, die Tischtennis-Abteilung kann auf bekannte Mitglieder wie Helmut Deutschland, Uschi Janke und Heinz Raack zurückblicken. Im Bereich Fußball gibt es mit Concordia Wittenau zwar einen Traditionsverein, überregionale Erfolge konnten dieser aber zuletzt in den 1950er Jahren erzielen.

## Persönlichkeiten
- Peter Witte (1822–1902), Kommunalpolitiker, Gemeindevorsteher und Namensgeber von Wittenau
- Carl Ferdinand van Vleuten (1874–1945), Arzt in Wittenau
- Lala Süsskind (* 1946), Repräsentantin des Judentums in Deutschland, lebte in Wittenau
- Björn Wohlert (* 1988), Politiker (CDU), lebt in Wittenau